# Linköpings domsaga
Linköpings domsaga i Östergötlands län var en domsaga mellan 1924 och 1970 i Östergötlands län. Den ingick i domkretsen för Göta hovrätt.

## Administrativ historik
Den tidigare domsagan bildades 1 januari 1924 (enligt beslut den 8 juni 1923) genom sammanläggning av Åkerbo, Bankekinds och Hanekinds domsaga med Vifolka, Valkebo och Gullbergs domsaga (förutom delen Valkebo härad). Den utökades 1952 med Gistads socken från Hammarkinds, Stegeborgs och Skärkinds domsaga samt Västerlösa socken från Folkungabygdens domsaga. 1964 tillfördes Kinda och Ydre tingslag när Kinda och Ydre domsaga upplöstes. Häradsrätten och domsagan ingick i domkretsen för Göta hovrätt. Häradsrätten uppgick 1971 i Linköpings tingsrätt med hela sin domkrets. 
Tingsställe var Linköping och från 1964 även Kisa.

### Tingslag
Linköpings domsaga hade ett tingslag: Linköpings domsagas tingslag.

## Häradshövdingar
| Ämbetstid | Namn          | Levandstid |
| --------- | ------------- | ---------- |
| 1924-1936 | Carl Åstrand  | 1867–1952  |
| 1936-1957 | Helge Sjögren | 1890–1972  |
| 1957-1970 | Elis Dahlin   | 1907–1988  |